# ميكلوس ليندفاي
ميكلوس ليندفاي (مواليد 7 أبريل 1975- توفي 20 فبراير 2023) (بالفرنسية: Miklos Lendvai)‏ لاعب كرة قدم مجري معتزل كان يجيد اللعب في مركز الوسط المدافع .

## مسيرته الرياضية
لعب ليندفاي في أندية زالايغيرزيغي تورنا إغيليت (1991-1996) بوردو (1996-1997) لوغانو (1997-1998) فيرينكفاروسي (1998-1999) فيربرويديرينغ غيل (1999-2000) غيرمينال بيرتشوت (2000) فيديوتون فيهيرفار (2001) ريال تشارليروا (2001-2004) أريس ليماسول (2004) غيور تورنا أوزتالي (2005) زالايغيرزيغي تي مجددا (2006-2007) .
شارك ليندفاي مع منتخب المجر في 23 مباراة دولية في الفترة من 1996 إلى 2004 .
تولى ليندفاي تدريب نادي أندراشيدا (2007-2008) .

## وفاته
توفي منتحرا في 20 فبراير 2023م عن عمر يناهز 47 سنة.

## روابط خارجية
- ميكلوس ليندفاي على موقع الاتحاد الدولي (مؤرشف)  (الإنجليزية)
- ميكلوس ليندفاي على موقع قاعدة بيانات كرة القدم.إي يو (الإنجليزية)
- ميكلوس ليندفاي على موقع ناشيونال فوتبول تيمز (الإنجليزية)
- ميكلوس ليندفاي على موقع Soccerbase.com (لاعب) (الإنجليزية)
- ميكلوس ليندفاي على موقع أوليمبيديا (الإنجليزية)